# أساسنز كريد فالهالا
أساسنز كريد فالهالا (بالإنجليزية: Assassin's Creed Valhalla)‏ هي لعبة فيديو من نوع أكشن تقمص الأدوار من تطوير يوبي سوفت مونتريال ونشر شركة يوبي سوفت. هذا الجزء هو الجزء الرئيسي الثاني عشر والإصدار الثاني والعشرون في سلسلة أساسنز كريد وخليفة لعبة أساسنز كريد أوديسي. تدور أحداث اللعبة عام 873 ميلاديًا، وتروي تاريخ غزو الفايكنج على بريطانيا. يتحكم اللاعب بـ إيفور، وهو مهاجم من الفايكنج يتورط في الصراع بين جماعة الإخوان القتلة وجماعة فرسان الهيكل.
صدرت اللعبة بشكل رسمي في 10 نوفمبر 2020 على مايكروسوفت ويندوز، وبلاي ستيشن 4، وإكس بوكس ون، وجوجل ستاديا. وعلى بلاي ستيشن 5 في 12 نوفمبر 2020 في أمريكا الشمالية وأسترالاسيا، وصدرت في أوروبا في 19 نوفمبر 2020. وهي أول لعبة من يوبي سوفت للجيل التاسع من وحدات التحكم في الألعاب بلاي ستيشن 5، وإكس بوكس سيريس إكس.

## أسلوب اللعب
أساسنز كريد فالهالا هي لعبة أكشن مغامرات عالم مفتوح، تتمحور حول العديد من مهام القصة الرئيسية والعديد من المهام الجانبية الاختيارية. يتحكم اللاعب بـ إيفور (/ˈeɪvɔːr/)، أحد مدربي الفايكنج، حيث يقودون زملائهم الفايكنج ضد الممالك السبعة لإنجلترا. سيختار اللاعب لعب إيفور كذكر (كما عبر عنه ماغنوس برون) أو أنثى (عبر عنها سيسلي ستنسبيل) وسيكون اللاعب قادرًا على تخصيص شعر إيفوز، ودهان الثياب، والدروع، والوشم. تم تصميم مجموعة متنوعة من الأسلحة المتاحة للاعب لتشمل أسلحة مثل مدرس والسيوف الكبيرة. تم تغيير القتال للسماح بالاستخدام المزدوج لأي سلاح تقريبًا، بما في ذلك الدروع، وكل قطعة من المعدات التي يجمعها اللاعب فريدة. وسيعود الميكانيكي «إيغل فيجن» للعناوين السابقة في شكل «أودين سايت». سيكون الحيوان المصاحب للاعب غرابًا يدعى سونين (النورسي القديم من أجل «البصيرة») ويمكن إستخدامه في الكشف عن المناطق القريبة، كما فعل رفاقه من الطيور السابقون في أوريجنز وأوديسي، مع أيضًا التعرف على الأعداء والمناطق في عالم الألعاب من بعيد قبل أن ينخرط إيفور في القتال. سيكون هناك مزيد من التركيز على الجوانب الخفية لكل من اجتياز عالم اللعبة وفي القتال. سيعود مفهوم «الشبح الاجتماعي» من ألعاب أساسنز كريد السابقة: يمكن لـ إيفور الاختباء من الأعداء ليس فقط في الأجسام البيئية الثابتة، ولكن يمكنه الإنزلاق إلى حشود معينة لاستخدامها كغطاء. جميع الشخصيات الرئيسية في اللعبة سيكون لديها طريقة من خلال التكتيكات واختيار الأسلحة ليتم هزيمتها من خلال هجوم واحد، ولكن لا يزال يمكن هزيمته من خلال العديد من الطرق الأخرى.

## القصة المبدئية

حركة الجيش الوثني العظيم في إنجلترا عام 865 ميلاديًا، خلال توسع الفايكنج، قرب الوقت الذي تحدث فيه أحداث اللعبة (فالهالا)، وتظهر بعض الممالك التي سيستكشفها اللاعب في اللعبة.

في عام 873 ميلاديًا، دفعت الحرب في النرويج إيفور لقيادة عشيرتهم من الفايكنج لإستكشاف أراضي جديدة في إنجلترا (أنجلوسكسونيون)،
كجزء من توسع الفايكنج في أوروبا. تتعارض عشيرة إيفور، والفايكنج الآخرون الذين يشكلون الجيش الوثني العظيم، مع ممالك وسكس، ونورثمبريا، وشرق أنجليا، ومرسيا على مدى السنوات العديدة القادمة.
ستواجه عشيرة إيفور قوات بقيادة قادة هذه الممالك، بما فيهم ألفريد العظيم، ملك ويسكس.
خلال هذا الوقت يلتقي إيفور مع الأشخاص المخفيين وينضم إلى معركتهم ضد الممالك القدماء. تشمل المدن القابلة للاستكشاف في اللعبة وونشستر، ولندن، ويورك.
سيتم أيضًا تضمين أجزاء من النرويج.

## التطوير
كانت أساسنز كريد فالهالا قيد التطوير لأكثر من عامين ونصف بعد إعلانه في إبريل 2020. كان التطوير الرئيسي بقيادة فريق أساسنز كريد أوريجنز في يوبي سوفت مونتريال وبدعم من أربعة عشر استوديو آخر لشركة يوبي سوفت حول العالم. تعطلت نهاية تطوير اللعبة بسبب جائحة فيروس كورونا 2019–20 (COVID-19)، ولكن تمكن معظم موظفي يوبي سوفت من العمل من المنزل بدعم من إدارات تكنولوجيا المعلومات في يوبي سوفت، مؤكدًا أن اللعبة جاهزة للإصدار في عام 2020.

## نسخة الشرق الأوسط
نسخة الشرق الأوسط تدعم ترجمة للقوائم والنصوص للغة العربية لكُل المِنصات، وأيضاً حُذفت منها اللقطات الجنسية في اللعبة.

## روابط خارجية
- أساسنز كريد فالهالا على موقع IMDb (الإنجليزية)